# 學鐙
《學鐙》是由日本丸善株式會社於1897年（明治30年）3月發行至今的企業公關雜誌，創刊名為（Manabi no Tomoshibi，The Light of Knowledge）；過去也曾用過、標題，1942年（昭和17年）定名為，延用至今。
《學鐙》創刊至今128年，是日本歷史最悠久的企業公關雜誌，日本國內不同時代的文學大師、學者、演說家和名人都曾在此撰稿。《學鐙》也是記錄日本廣告和設計史發展，以及日本引進西方潮流文化的重要文獻。
《學鐙》由創刊至2003年（平成15年）為月刊，關東大地震時曾休刊9個月、二戰期間至戰後休刊7年；2004年開始改為季刊，2009年至2011年期間為雙月刊，2012年起恢復為季刊。

## 歷任總編輯
- 内田魯庵（日语：内田魯庵）（1902年－1929年在任），知名評論家、翻譯家及小説家
- 水木京太（日语：水木京太）（1930年－1943年在任），知名劇作家及演劇評論家
- 本庄桂輔（日语：本庄桂輔）（1952年－1984年在任），知名劇作家、演出家及法國演劇研究者
- 北川和男（1984年－1998年在任），會社社員
- 石川昌史（1999年－2008年在任），會社社員

## 延伸閱讀
- 本庄桂輔（日语：本庄桂輔）.  . 東京: 白凰社. 1985年. ISBN 9784826200639. OCLC 19510759 （日语）.
- 紅野敏郎（日语：紅野敏郎）.  . 東京: 雄松堂出版. 2009年. ISBN 9784841905168. OCLC 604912832 （日语）.
- 小山慶太（日语：小山慶太）.  . 東京: 丸善出版. 2017年. ISBN 9784621301203. OCLC 970640092 （日语）.

## 外部連結
- （日語）
- CiNii「學鐙 （页面存档备份，存于）」的結果 （日語）